# 末永家住宅

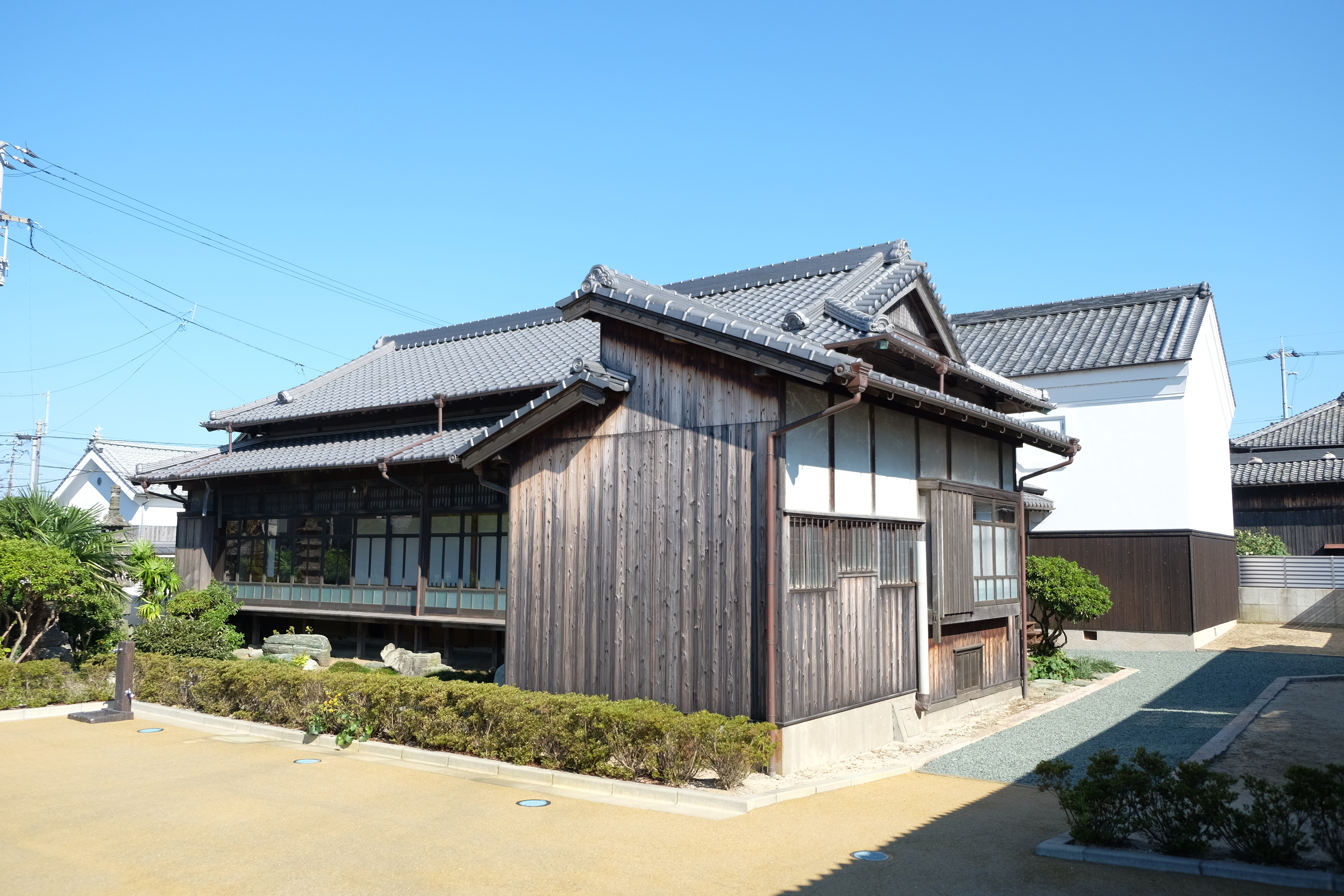
末永家住宅百帖座敷と土蔵

末永家住宅（すえながけじゅうたく）は、愛媛県大洲市（旧喜多郡長浜町）にある歴史的建造物。2棟の建造物が登録有形文化財に登録されている。

## 概要
- 末永家住宅旧主屋（きゅうしゅおく）

1884年（明治17年）、大洲市長浜で回漕業を営んでいた末永家により建築された。1階には石を用い、2階腰部になまこ壁を設け、2階屋根を支える持ち送り等、特徴ある外観を残している。
- 末永家住宅百帖座敷（ひゃくじょうざしき）

1927年（昭和2年）に建てられた。屋根は入母屋造、桟瓦葺。いずれも18帖の座敷と次の間の2間があり、次の間には5畳の付属室を備えている。南側廊下の桁や次の間の天井板に外材が用いられるなど洋風の装飾もみられ、接客施設としての役割を果たす。地元の祭りや敬老会など集会所としても利用されていたと伝えられている。
以上2棟は2003年（平成15年）1月31日に国の登録有形文化財に登録された。

## 所在地・交通アクセス
愛媛県大洲市長浜甲309　
- JR四国、予讃線:伊予長浜駅から、徒歩で15分
- 松山自動車道、大洲ICから車で30分